# Nintendo Entertainment System
Nintendo Entertainment System (zkráceně NES) je se svými 60 miliony celosvětově prodanými kusy nejúspěšnější 8bitová herní konzole. Prodávat se začala v roce 1985 a to v Severní Americe, Evropě, Brazílii a Austrálii. Vývojově vycházela z herní konzole Nintendo Family Computer (zkráceně Famicom nebo FC) vydané pro japonský trh již v roce 1983. Díky tzv. krachu videoherního průmyslu přistupovalo Nintendo k americkému trhu specifickým způsobem a to dalo vzniknout nejen odlišnému designu konzole oproti japonské verzi, ale také odlišnému typu herních cartridgí (herní kazeta NESu je založena na konektoru se 72 piny, zatímco pro FC jich měla pouze 60) či zcela novému hernímu příslušenství. Herní konzole Nintendo NES patří do takzvané třetí generace herních konzolí a dodnes se mezi hráči těší velké oblibě. Další významné konzole třetí generace kromě NESu jsou Master System od Segy a Atari 7800. Opravdovým konkurentem pro ni byl jen Master System, který ovšem nebyl v Americe a ani doma v Japonsku úspěšný a NESu konkuroval jen na evropských trzích.

## Historie

### Počátky

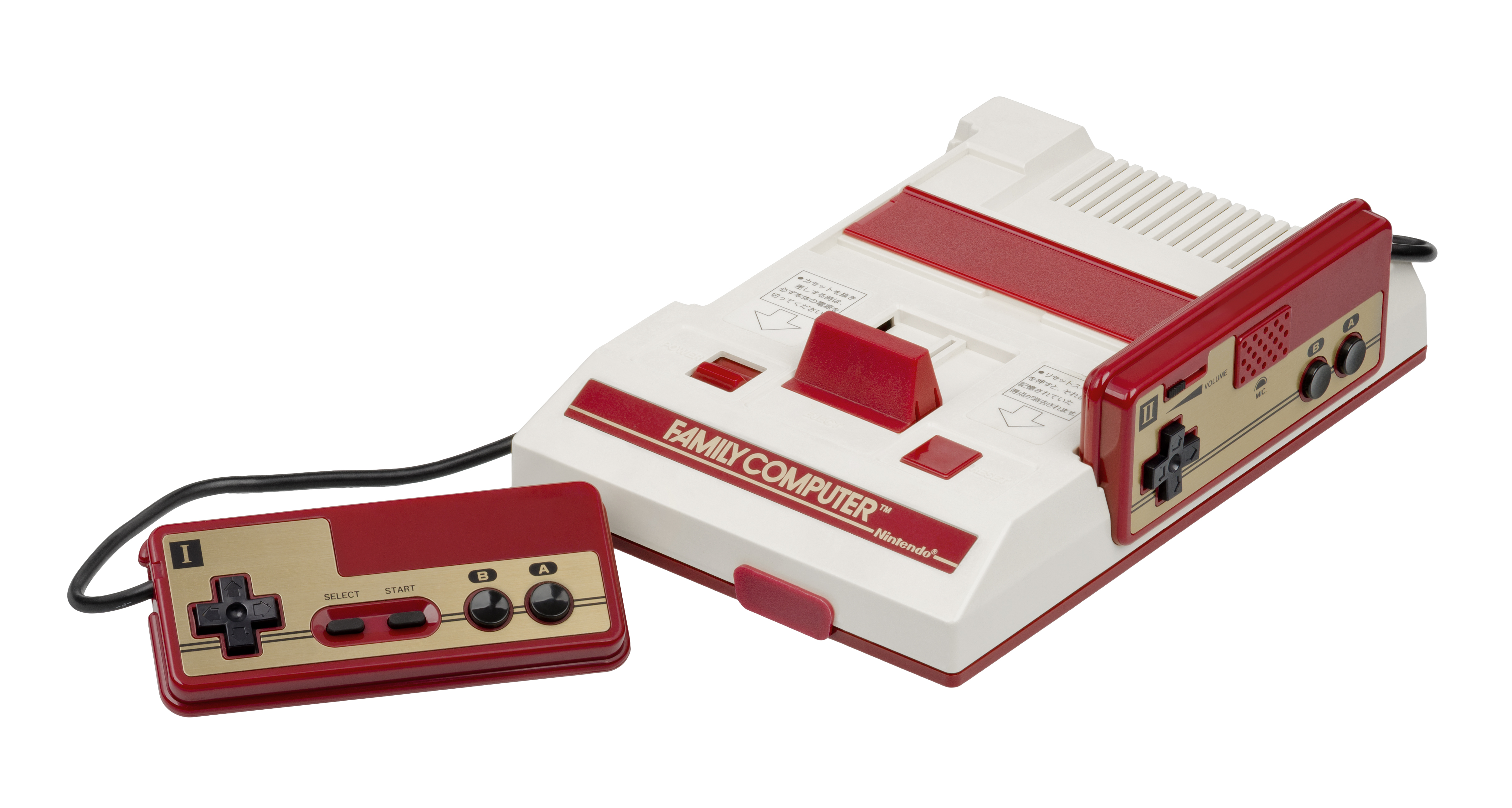
Původní japonská konzole Famicom

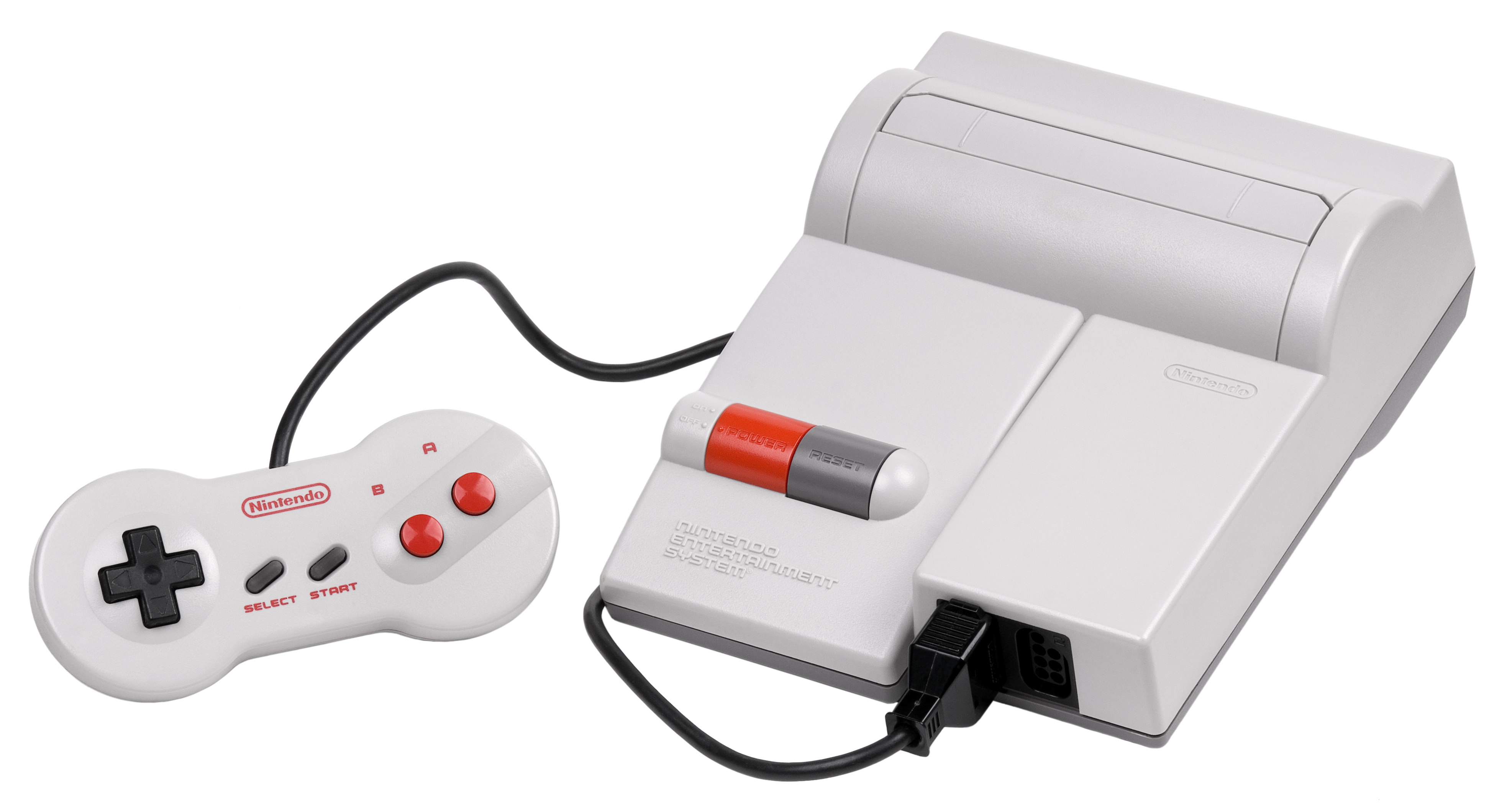
Kompaktní verze NES-101

Po úspěších s konzolí pojmenovanou „Color TV Game“ (1977-80), ale zejména herními automaty na začátku 80. let Nintendo přišlo s nápadem vyvinout vlastní stolní konzoli založenou na cartridgovém systému distribuce her. Hlavním designérem systému, který se v Japonsku začal prodávat 15. července 1983 je Masayuki Uemura. Cena byla stanovena na 14800 Yenů (cca 100 dolarů). Během prvního roku sklidil mnoho kritiky za svoji nespolehlivost – systém padal a zamrzal, v programovém prostředí byly chyby. To vše bylo vyřešeno novou revizí systému, která dostala do vínku zejména novou základní desku. Na konci roku 1984 si už u Nintenda mohli gratulovat – Famicom byl nejprodávanější japonskou konzolí a chystal se k rozhodujícímu kroku – vstupu na severoamerický trh jako NES s pozměněným designem.

### Vstup na americký trh
K tomu ale zpočátku chyběla Nintendu sebedůvěra a tak se pokusilo dojednat smlouvu se společností Atari tak, aby se NES prodával pod značkou Atari. Celý kontrakt skončil na tom, že Atari na tom bylo v té době finančně celkem špatně a riziko neúspěchu bylo až příliš vysoké. Dokonce se uvažovalo nad stvořením monstra jménem „Nintendo Advanced Video System“, který by měl klávesnici, bezdrátové joysticky atd. Nakonec Nintendo začalo prodávat samo, stalo se tak 18. října 1985 u příležitosti výstavy Consumer Electronics Show a to ještě jen v New Yorku. Obchodníci byli tak pesimističtí, že dokonce Nintendo muselo podepsat smlouvy, že si případné neprodané systémy odkoupí zpátky. Opak byl pravdou a první várka 100 000 kusů byla pryč velice rychle, což zajisté podpořila změna designu pro Americký trh. Naplno vše začalo až v únoru dalšího roku, kdy Nintendo začalo naplno produkovat konzole určené pro koupěchtivé zákazníky v US. Start byl podpořen jedenácti herními tituly, mezi kterým vyčnívaly zejména tři hry – Super Mario Bros., Donkey Kong Jr. Math a Duck Hunt. Krátce nato následoval start evropský, zde už ale nedistribuovalo Nintendo přímo, ale spíše lokální distributoři v čele s hračkářskou korporací Mattel. V roce 1990 se NES stal nejprodávanější konzolí do té doby.

### Konec života
Rok 1990 ale znamenal i něco jiného – konkurenční Sega začala prorážet se svojí technologicky mnohem vyspělejší Segou Mega Drive (nebo také SEGA Genesis), kterou na trh uvedla rok, potažmo dva předtím. Nintendo už sice mělo hotovou svou vlastní 16bit konzoli Super Nintendo Entertainment System (SNES), ale ta zatím nebyla v dostatečném množství pro domácí japonský trh. Aby Nintendo nezačalo v Americe ztrácet půdu pod nohama, byla urychleně dodána nová verze konzole NES-101 (označovaná jako NES2 či Top Loader). Ta nakonec vydržela v prodeji až do roku 1995. Prodejní cena byla příznivých 49,95$, za kterou jste dostali zejména rozměrově velice zajímavou krabičku. Kromě designu konzole (autorem je Lance Barr) se změnilo jen pár věcí – zejména bylo mnohem snazší vkládat cartridge do systému, dále potom u konzole byly nové ovladače, které byly velmi podobné SNESovým. Ke konci 90. let s rozmachem internetu začaly vznikat první emulátory a naplno se rozběhl bazarový obchod, kde NES už byl velice levný. Zároveň se NES začal různě po domácku upravovat – nové case, propojení s PC, USB nebo sériové porty, přenosné verze napájené bateriemi či dokonce i s vestavěným LCD displejem.

## Ovladače a příslušenství

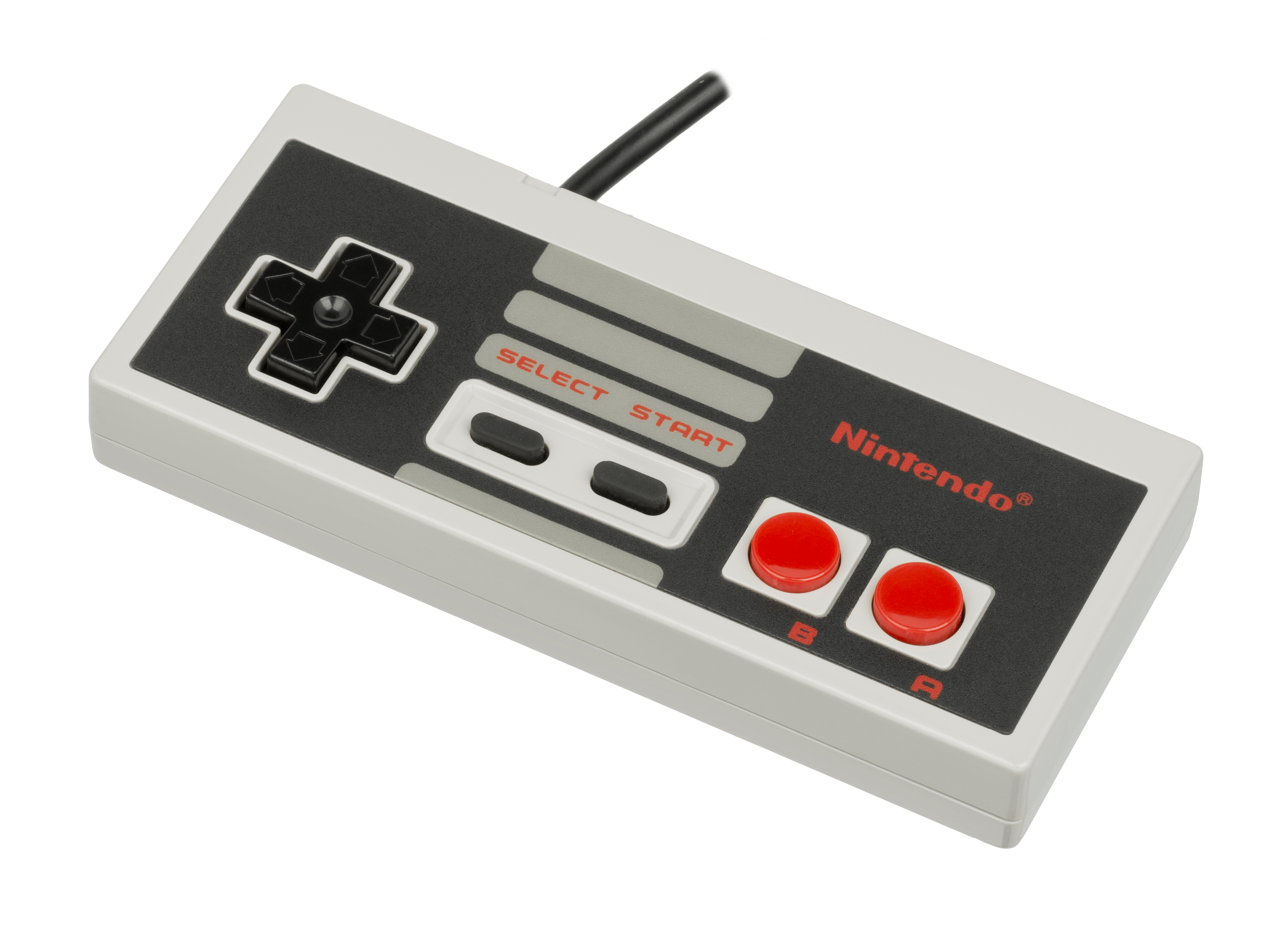
NES ovladač

Původní ovladač se vyznačoval zejména velikou jednoduchostí, dalo by se říci, že o ergonomii slyšel opravdu jen z dálky – tvar malé kostičky s křížovým D-Padem a tlačítky A a B (na dlouhé hraní nepříliš ideální). Ovládání bylo v podstatě převzato z přenosných konzolí Game & Watch (u nás tolik populární klony jako Chobotnice, nebo Chytání vajec). U prapůvodní japonské verze se ovladače lišily – zaprvé ovladače byly napevno propojeny s konzolí a nešly vytáhnout a zadruhé - ovladač A měl tlačítka Start a Select a ovladač B měl malý mikrofon a reproduktor. Tuto funkci ovšem používalo jen málo her, a tak Nintendo od mikrofonní verze upustilo a v pozdějších verzích už se setkáváme se Startem a Selectem na obou ovladačích. Standardně NES podporuje jen 2 hráče, ale s rozšířením jménem FourScore mohli hrát až čtyři hráči. Ovšem tato funkce byla využitelná pouze zhruba ve dvacítce her.

### Zapper

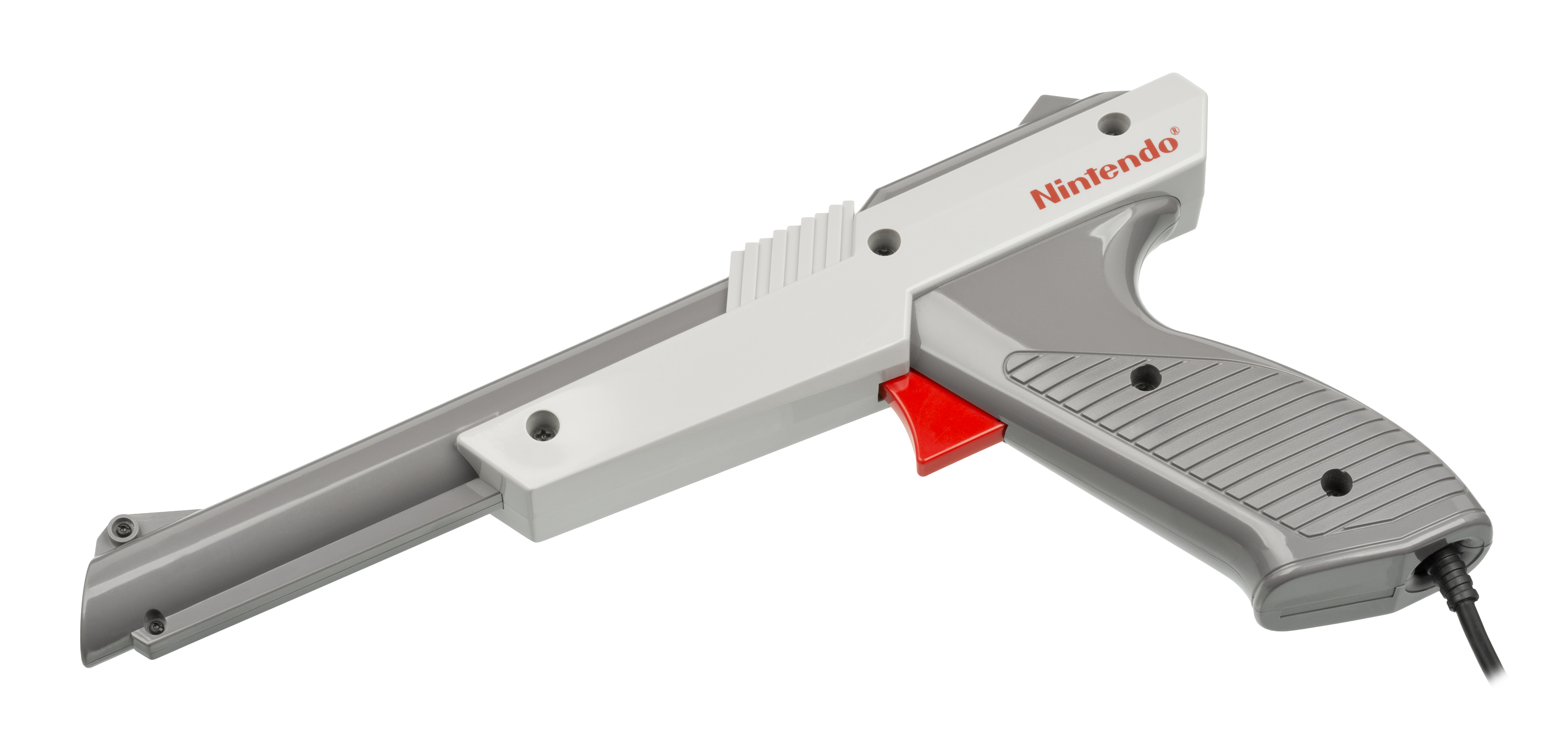
NES Zapper

Velice populárním ovladačem se stal také NES Zapper, neboli světelná pistole pro NES. Japonská verze byla dělaná jako revolver. Ostatní verze (a tedy i ta se kterou jste se mohli setkat v Čechách) měli spíše podobu větší zbraně z nějakého sci-fi béčkového filmu. K dispozici byly dvě barvy a to šedá a později i oranžová. S pistolí se míří po obrazovce a střílí se jako skutečnou zbraní. Tento styl hraní byl svého času dost populární a pro NES vzniklo celkem 18 her využívajících Zapperu.

### Power Glove
Power Glove je vlastně taková kožená rukavice, která má ve vrchní části vestavěna všechna tlačítka, která najdete i na standardním ovladači, mimoto je k dispozici ještě dalších 12 tlačítek, která mohou být hru od hry různě použity. Mačkáním prstů můžete mačkat i tlačítka, to znamená třeba palcem tlačítko A. Tento doplněk sice není přímo od Nintenda, ale stal se dostatečně populárním na to, aby ho později podporovalo přes 50 her a to i včetně first-party titulů jako třeba Zelda 2, nebo Metroid. Pouze dva tituly měly plnou podporu včetně pohybů ruky. Podpora pohybu ruky byla málo citlivá a těžko ovladatelná a proto to byl velký propadák. V podstatě jste před 15 lety mohly dokázat s powerglove to co dnes s WiiMote nebo Eye Toy.

### Další příslušenství
Díky své popularitě získal NES doslova tuny příslušenství od čteček kazet a disket přes speciální ovladače třeba na Arkanoid, joysticky, bezdrátové ovladače, věci jako modem, až po robota připojitelného k NES nebo light gun na hlavu, kdy jste okoukali hledím a stříleli řevem do mikrofonu (Laser Scope).

## Hry

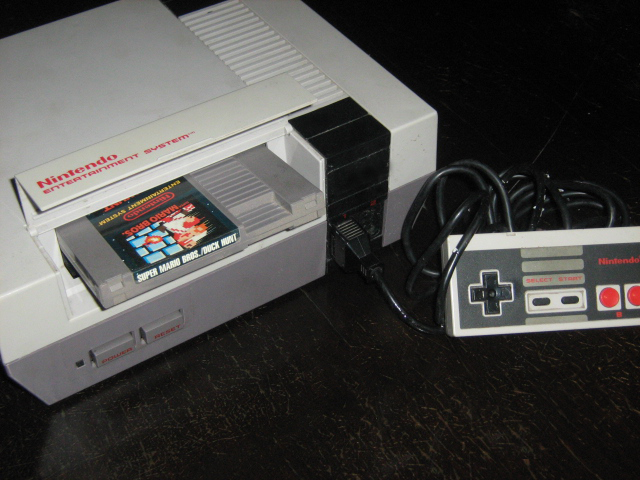
NES s vloženou hrou Mario Bros

### 10NES
Aby vycházely jen Nintendem autorizované hry, byl vymyšlen takzvaný 10NES. 10NES měl 2 části – první byla zabudována v konzoli a druhá v cartridgi. Hra se načetla pouze pokud byly propojeny obě části. 10NES způsoboval také nejznámější chybu – červené světýlko značící zapnutí systémů začalo blikat a konzole se dokola zapínala a vypínala. Problém byl v tom, že čip byl dost vybíravý a vadily mu zanesené nebo zprohýbané konektory. Vše se řešilo různě – profukováním konektorů, čištěním alkoholem nebo klasický boucháním do konzole. Některé tyto techniky mohly vyústit až ke zničení cartridge nebo konzole. 10NES chip byl také důvodem, proč herní kazety mají více pinů než kazety pro Famicom. Famicom touto protipirátskou ochranou nebyl osazen, díky čemuž snadno posloužil jako vzor pro drtivou většinu neoriginálních napodobenin.

### Kvalita her
Licencování her pro Nintendo systémy byl vždy problém a počátky těchto dlouho kritizovaných problémů leží daleko v historii u NESu – Nintendo si nastavovalo podmínky, kterou hra musela projít, aby pro konzoli byla schválena. Pokud kontrolou kvality neprošla, tak měla hra smůlu a nešla do výrobního procesu, který díky 10NES chipu zajišťovalo jen samo Nintendo. Ruka v ruce s tím jde označení „Nintendo Seal of Quality“, které v podstatě mělo označovat jen nejkvalitnější tituly, praxe byla jiná – značku dostal každý, kdo si jí zaplatil. Navíc Nintendo tvrdě kontrolovalo, kolik bude vydáno cartridgí s jednotlivými hrami, následkem toho bylo, že se reálně prodalo o několik (možná i desítek) milionů her méně.

### Hry
Ale ke hrám – pro NES bylo celkem vydáno něco kolem 900 kusů her. Svůj život zde započaly největší herní série Nintenda – ať už Super Mario Bros., The Legend of Zelda, Metroid, Donkey Kong nebo třeba Final Fantasy a Metal Gear. Asi největším hitem (prodejním i kvalitativním) pro NES a tahounem konzole se stala hra Super Mario Bros. Prodalo se jí kolem 40 milionů kusů.

## Klony a emulace

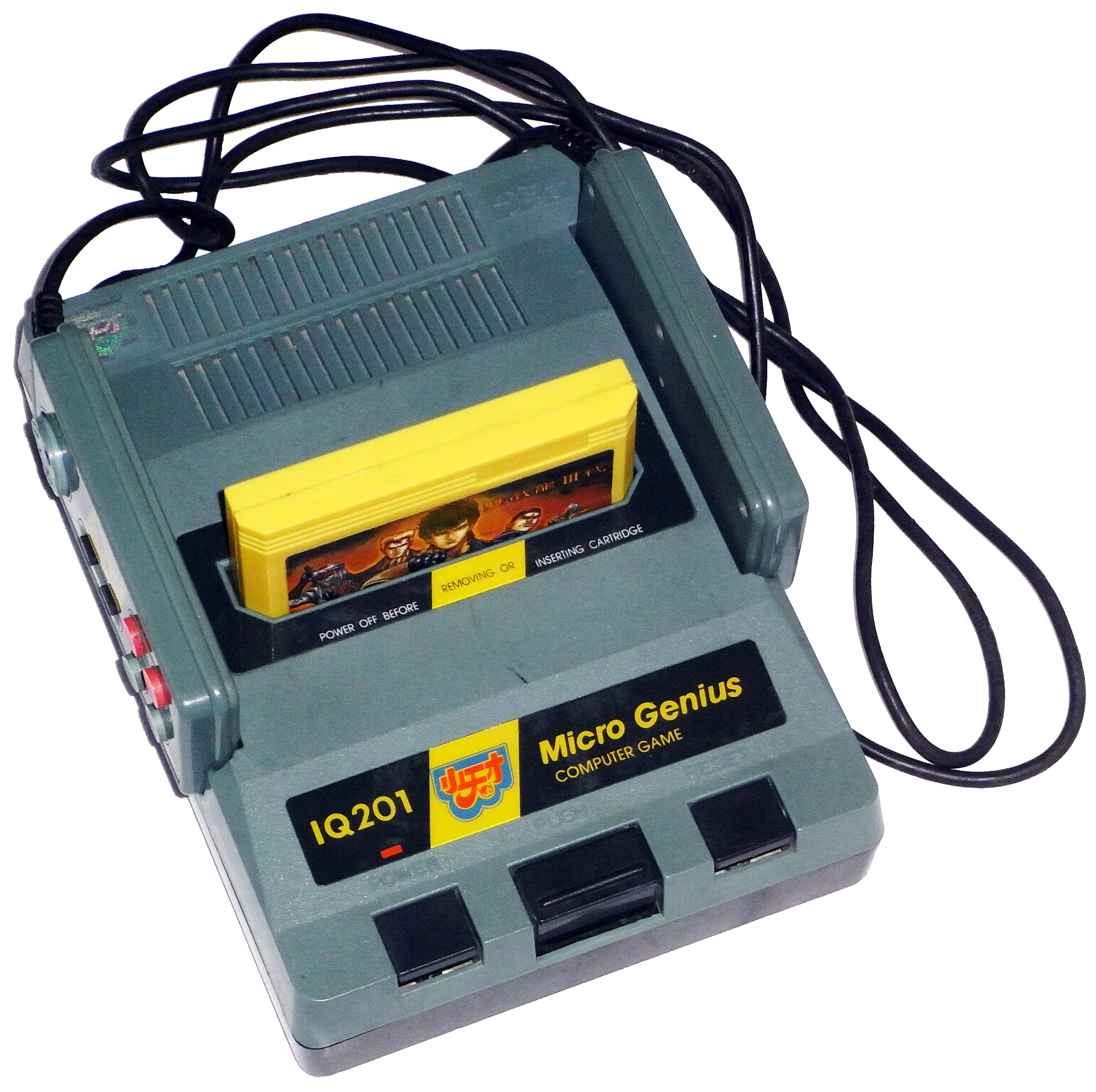
Tchajwanský Micro Genius IQ-201, jeden z mnoha klonů konzole

Konzole NES se stala velice oblíbenou pro různé napodobeniny, počet jejich různých klonů je větší než pro ostatní platformy dohromady. Vzniklo neuvěřitelných 377 druhů kopií. Vznikaly především v Tchaj-wanu, odkud byl patrně nejrozšířenější Micro Genius IQ-501. Tchajwanské klony se dále rebrandovaly s jiným designem, například Polské klony se nazývaly Pegasus a ruské Dendy. V Česku byly tyto kopie známé v 90. letech především z mnoha vietnamských tržnic, kde se hry prodávaly ve žlutých kazetách.
Kromě modelu, který byl podobný i vizuálně, se daly sehnat například PolyStation – NES podobný PlayStationu, Macro Drive který vypadá jako Mega Drive, nebo Extreme Box připomínající Xbox. Klonů bylo více typů, například v podobě klávesnice GLK Computer, nebo později přenosná hra PocketFami.
Systém je velice oblíbený pro velké množství emulátorů a to i přestože paradoxně patří k těm náročnějším, kvůli nestandardnímu používání procesoru. Existuje přes 40 emulátorů pro PC, ale setkat se s nimi můžeme na PDA, mobilních telefonech a jiných konzolích. Za emulaci lze považovat i provozování her přes tzv. virtuální konzoli Virtual Console™ na Nintendu Wii a 3DS.

## Parametry
- Rozměry
  - Severní Amerika/Evropa:
    - 'toaster' verze: 10" šířka x 8" délka x 2.5" výška (s otevřenými dvířky ještě o 1" větší)
    - 'toploader' verze: 6" šířka x 7" délka x 1 1/2" výška
    - cartridge: 5.5" délka x 4.1" šířka

  - Japonsko:
    - cartridge: 3" délka x 5.3" šířka
- CPU: Ricoh 8bit procesor postavený na MOS Technology 6502 jádru, obyčejný zvukový hardware a omezený DMA ovladač on-die
  - Rozdíly mezi verzemi
    - NTSC verze, pojmenovaná RP2A03, běžela na 1.79 MHz; toto CPU bylo také použito ve videoherním automatu PlayChoice-10 a v Nintendo Vs. Series (VideoAutomaty od Nintenda)
    - PAL verze, pojmenovaná RP2A07, běžela na 1.66 MHz

  - Hlavní RAM: 2 KiB plus rozšířená RAM paměť byla-li přítomna cartridge
  - ROM: 49128 bytes ROM, expanded RAM, a cartridge I/O; paging možno rozšířit podle požadavků
  - Audio: Pět zvukových kanálů
    - 2 pulse-wave kanály, variabilní duty cycle (25%, 50%, 75%, 87.5%), 16stupňové ovládání hlasitosti, hardwarová pitch-bend podpora, zvládá frekvence od 54 Hz do 28 kHz.
    - 1 triangle-wave kanál, fixní hlasitost, zvládá frekvence od 27 Hz do 56 kHz
    - 1 white-noise channel, 16stupňové ovládání hlasitosti, podpora dvou módů (regulací vstupů na posuvném registru s lineární zpětnou vazbou) na 16 předprogramovaných frekvencích.
    - 1 delta pulse-code modulation (DPCM) kanál s 6bitovým rozsahem, používající 1bit delta kódování na 16 předprogramovaných sample rates od 4.2 kHz do 33.5 kHz, také schopný přehrát standard PCM zvuk zapsáním individuální 7bit hodnotou v časových intervalech.

- Picture processing unit (PPU): Ricoh custom-made video procesor
  - Rozdíly mezi verzemi
    - NTSC verze, pojmenovaná RP2C02, běžící na 5.37 MHz + výstupy composite video
    - PAL verze, pojmenovaná RP2C07, běžící na 5.32 MHz + výstupy composite video
    - PlayChoice-10 verze, pojmenovaná RP2C03, běžící na 5.37 MHz + výstupy RGB video (na NTSC frekvencích)
    - Nintendo Vs. Series verze, pojmenované RP2C04 a RP2C05, běžící na 5.37 MHz + výstupy RGB video (na NTSC frekvencích) používající nestandardní paletu barev kvůli snazšímu přepínání ROM s hrami games

  - Barevná paleta: 48 barev a 5 odstínů šedi v základu; červená, zelená, a modrá mohly být individuálně ztmaveny
  - Zobrazení barev: 25 barev najednou
  - Hardwarová podpora spritů
    - Maximum najednou zobrazených spritů: 64
    - Velikost spritů: 8×8 nebo 8×16 pixelů

  - PPU interní paměť: 256 bytů
  - PPU externí paměti (Video RAM): 2 KiB of RAM
  - Rozlišení displaye: 256×240 pixels, ovšem u NTSC se obvykle používalo 256×224,
  - Video výstupy
    - Original NES: RCA kompositní výstup a RF modulator výstup
    - Original Famicom (Japonsko) a NES 2: pouze RF modulator výstup
    - AV Famicom: Pouze kompositní video výstup
    - PlayChoice 10: obrácený RGB video výstup